# Honorije I. od Monaka
Honorije I. (tal. Onorato I. Grimaldi) (Monako, 16. prosinca 1522. – Monako, 7. listopada 1581.), gospodar Monaka od 1523. do svoje smrti 1581. godine, iz dinastije Grimaldi.
Rodio se kao najmlađi i jedini sin koji je preživio rano rano djetinjtvo, u velikaškoj obitelji od oca Luciena (1487. – 1523.), gospodara Monaka i Jeanne de Pontevès-Cabanes (1499. – 1555.). Otac mu je ubijen kada je imao svega devet mjeseci zbog čega mu je imenovan regent, njegov stric Augustine Grimaldi (1482. – 1532.), koji je upravljao Monakom u njegovo ime. Augustine je prekinuo podložništvo Francuskoj i njenom kralju Franji I. te je 1524. godine potpisao savez sa španjolskim kraljem i rimsko-njemačkim carem Karlom V. iz dinastije Habsburg. Otada je Monako bio pod zaštitom Španjolske, što mu je omogućilo sigurnost i razvoj.
Godine 1532. umro je regent Augustine, a budući da je Honorije I. i dalje bio maloljetnik, za nove regente izabrani su njegova tetka Blanche Grimaldi, barunica de Tourette i Nikola Grimaldi. Međutim, oboje su lišeni dužnosti već iste godine nakon čega je za regenta izabran Stjepan Grimaldi  († 1561.) iz Genove, koji je ostao na toj dužnosti do 1540. godine, kada je Honorije I. postao punoljetan, ali je i dalje zadržao upravu pod patronatom gospodara Monaka.
Za vladavine Honorija I. obavljeni su značajni zahvati na obnovi palače u Monaku koja je bila znatno proširena.

## Obitelj
Godine 1545. Honorije I. je oženio Izabelu Grimaldi († 1583.) s kojom je imao četiri sina:
- Karlo II. (1555. – 1589.)
- François (1557. – 1586.)
- Horacije (1558. – 1559.)
- Herkul (1562. – 1604.)

| Prethodnik:            | Gospodar Monaka (1523. – 1581.) | Nasljednik:               |
| Lucien (1505. – 1523.) | Gospodar Monaka (1523. – 1581.) | Karlo II. (1581. – 1589.) |